# Eishockey-Landesliga Bayern 1999/2000
Die Eishockey-Landesliga Bayern 1999/00 wurde unter dem Dach des Bayerischen Eissportverbandes (BEV) organisiert und war nach der Bayernliga eine der sechsthöchsten Spielklassen im deutschen Eishockey.

## Saisonverlauf
Die Eishockey-Landesliga 1999/00 war die 52. Ausspielung dieser Liga. Meister wurde der EHC Waldkraiburg, Vizemeister ERC Sonthofen 99 und den dritten Platz belegte der HC München 98. Alle drei Mannschaften konnten ihr Aufstiegsrecht wahrnehmen.

### Modus
In der Saison 1999/00 wurde die Landesliga in vier Vorrundengruppen als Einfachrunde ausgespielt. Nach der Vorrunde qualifizierten sich die ersten zwei Mannschaften aller Gruppen für die Meister- und Aufstiegsrunde, in der sich die ersten drei Plätze für die Bayernliga 2000/01 qualifizierten.

## Teilnehmer
Nicht mehr dabei waren die Auf- und Absteiger der Vorsaison. Neu hinzukamen der Absteiger aus der Bayernliga mit dem EV Lindau und der Bezirksligaaufsteiger HC München 98.

### Qualifikation
| Gruppe 1 (Nord)  | Gruppe 2 (Ost)   | Gruppe 3 (Süd)    | Gruppe 4 (West)  |
| ---------------- | ---------------- | ----------------- | ---------------- |
| ESV Würzburg     | EHC Waldkraiburg | SC Reichersbeuern | ERC Sonthofen 99 |
| EV Regensburg 1b | HC München 98    | SC Forst          | EC Senden        |

### Meister- und Aufstiegsrunde
|    | Mannschaft        | Spiele | Tore   | Diff. | Punkte |
| -- | ----------------- | ------ | ------ | ----- | ------ |
| 1. | EHC Waldkraiburg  | 14     | 108:38 | +70   | 27     |
| 2. | HC München 98 (N) | 14     | 79:40  | +39   | 22     |
| 3. | ERC Sonthofen 99  | 14     | 77:43  | +34   | 22     |
| 4. | SC Reichersbeuern | 14     | 91:84  | +7    | 12     |
| 5. | SC Forst          | 14     | 49:71  | −22   | 11     |
| 6. | EC Senden         | 14     | 63:103 | −40   | 8      |
| 7. | ESV Würzburg      | 14     | 57:90  | −33   | 5      |
| 8. | EV Regensburg 1b  | 14     | 40:95  | −55   | 5      |

 Bayerischer Landesligameister und Aufsteiger  Aufsteiger, (N) = Neu in der Liga